# Ctenosaura acanthura
Ctenosaura acanthura — представник роду Ctenosaura з родини Ігуанових. Інша назва «північно-східна шипохвоста ігуана».

## Опис
Загальна довжина сягає 1,4 м. Спостерігається статевий диморфізм — самці значно більше за самиць. Спинний гребінь складається з довгих шипів, які проходять по центру спини. Колір шкіри чорний з білим або кремовим малюнком. Голова короткувата. Тулуб кремезний, кінцівки гарно розвинуті з міцними пальцями.
На довгому хвості цієї ігуани є кілевата луска.

## Спосіб життя
Полюбляє скелясту, кам'янисту місцину. Моторна, швидко пересувається по вертикальній поверхні. Часто гріється на камінні. Ховається в ущелинах або тріщинах. Харчується квітами, листям, плодами рослин, дрібними тваринами, яйцями та членистоногими. З віком стають більш травоїдними.
Це яйцекладна ящірка. Парування відбувається навесні. Через 8—9 самка відкладає у гнізда у землі до 24 яєць. Через 90 днів з'являються молоді ігуани. Вони зеленого кольору з коричневими мітками.

## Розповсюдження
Це ендемік Мексики. Мешкає на сході країни — від центральної частини штату Тамауліпас до перешийку Теуантепек, до штатів Веракрус і Оахака.